# 김계덕
김계덕(金桂德, 1937년 4월 14일~)은 대한민국의 시인이다. 작품 '맨바로 일어서는 바다'로 윤동주문학상을 받았다.